# Yves-Marie Hilaire
Yves-Marie Hilaire, né le 4 août 1927 à Viviers-lès-Montagnes (Tarn) et mort le 15 décembre 2014 à Lille, est un historien français, spécialiste d'histoire des religions et professeur d'histoire contemporaine de l'Université Charles-de-Gaulle Lille-III.

## Biographie
Né dans une famille d'agriculteurs le 4 août 1927 à Viviers-lès-Montagnes, dans le Tarn, Yves-Marie Hilaire étudie au collège de Pamiers dans l'Ariège puis au lycée Janson-de-Sailly à Paris avant de suivre un cursus en histoire à la Faculté des lettres de Paris. À la Sorbonne, sous l’impulsion de l'aumônier Maxime Charles, il rejoint la Jeunesse étudiante chrétienne, en compagnie notamment de Michel Coloni et de Jean-Marie Lustiger. Il obtient le CAPES en 1954. Il s'installe alors à Lille où, malgré ses origines méridionales, il enseigne et mène sa carrière de chercheur pendant près de quarante ans.
Il est nommé assistant à la Faculté des lettres de l'Université de Lille en 1961 puis est promu maître-assistant d'histoire contemporaine dans la même faculté en 1965. En 1969, il accède au grade supérieur de chargé d'enseignement et continue à être un des enseignants en Histoire contemporaine au sein de la Faculté qui l'avait recruté huit ans plus tôt puis il intègre l'université de Lille III , créée en 1970, où il professe la même matière. En 1976, il soutient sa thèse d’État : Une chrétienté au XIXe siècle ? : la vie religieuse des populations du diocèse d'Arras, (1814-1914).
Toujours affecté au sein de l'université de Lille III, en 1976, il est nommé maître de conférences d'Histoire contemporaine et, en 1978, il devient professeur titulaire de chaire en Histoire contemporaine et, jusqu'en 1979, il est vice-Président de cette université. En outre, de 1981 à 1984, il est directeur du GRECO (Groupement de recherches coordonnées) du CNRS « Histoire religieuse moderne et contemporaine ». Ainsi, au-delà de son parcours d'enseignant, il aura assumé tout au long de sa carrière universitaire lilloise de nombreuses responsabilités tant dans le domaine administratif que dans l'animation de recherches collectives. Lors de sa retraite, Il sera élevé à la dignité de professeur émérite d'Université.
Yves-Marie Hilaire est décédé le 15 décembre 2014, à Lille.

### Œuvre
D'emblée, sa thèse de 1976 sur La vie religieuse des populations du diocèse d'Arras a contribué à élargir de manière significative le champ d'étude du fait religieux en France. Par la suite, Yves-Marie Hilaire a notamment dirigé et contribué à de nombreuses publications collectives portant sur la vie chrétienne en France et a collaboré à la revue catholique Communio.
Parmi d'autres publications, il a codirigé avec Jean-Marie Mayeur le vaste projet rédactionnel de Dictionnaire du monde religieux dans la France contemporaine (1985-2013) et on lui doit, avec Gérard Cholvy une synthèse magistrale en trois volumes sur l’Histoire religieuse de la France contemporaine. Après avoir dirigé une Histoire de la papauté, éditée à plus de dix mille exemplaires, il a enfin codirigé avec Jean-Robert Armogathe pour les Presses universitaires de France le second volume de l’Histoire générale du christianisme, paru en 2010.

## Publications

### Ouvrages
- Michel Beirnaert (dir.), Xavier Boniface (dir.), Audrey Cassan (dir.) et Yves-Marie Hilaire (dir.), Dictionnaire du monde religieux dans la france contemporaine, vol. 11 : Artois - Côte d'Opale, Paris, Beauchesne, 2013, 666 p. (ISBN 978-2-7010-1994-9)
- Jean-Robert Armogathe (dir.) et Yves-Marie Hilaire (dir.), Histoire générale du christianisme, vol. 2 : Du XVIe siècle à nos jours, Presses universitaires de France, coll. « Quadrige », 2010 (ISBN 978-2-286-07293-3)
- Yves-Marie Hilaire et Gérard Cholvy, Le Fait religieux aujourd'hui en France : Les trente dernières années (1974-2004), Cerf, 2004 (ISBN 978-2-204-07488-9)
- Yves-Marie Hilaire (dir.), Histoire de la papauté. 2000 ans de missions et de tribulations, Seuil/Tallandier, coll. « Points histoire », 2003 (ISBN 978-2-02-059006-8)
- Yves-Marie Hilaire (dir.), De Renan à Marrou : L'histoire du christianisme et les progrès de la méthode historique (1863-1968), Presses universitaires du Septentrion, 1999, 262 p. (ISBN 978-2-85939-602-2, lire en ligne)
- Yves-Marie Hilaire (préf. René Rémond), Le temps retrouvé : Vingt-quatre regards sur deux siècles d'histoire religieuse et politique, Villeneuve-d'Ascq, Université de Lille III, coll. « Histoire / Revue du Nord » (no 14), 1998 (ISBN 2-00-058534-5)
- Gérard Cholvy (dir.) et Yves-Marie Hilaire (dir.), Histoire religieuse de la France contemporaine, vol. III : 1930-1988, Toulouse, Privat, 1988 (ISBN 978-2-7089-5344-4)
- Yves-Marie Hilaire, Matériaux Pour L'Histoire Religieuse du Peuple Français, XIXe – XXe siècles : Bretagne, Basse-Normandie, Nord-Pas-de-Calais, Picardie, Champagne, Lorraine, Alsace, Paris, École des Hautes Études en Sciences Sociales, 1987, 684 p. (ISBN 2-7246-0537-3)
- Gérard Cholvy (dir.) et Yves-Marie Hilaire (dir.), Histoire religieuse de la France contemporaine, vol. II : 1880-1930, Toulouse, Privat, 1986 (ISBN 978-2-7089-5330-7)
- Gérard Cholvy (dir.) et Yves-Marie Hilaire (dir.), Histoire religieuse de la France contemporaine, vol. I : 1800-1880, Toulouse, Privat, 1985, 351 p. (ISBN 978-2-7089-5321-5)
- Yves-Marie Hilaire (dir.), Histoire de Roubaix, Dunkerque, Les Éditions des Beffrois, 1984 (ISBN 978-2-903077-43-3)
- Yves-Marie Hilaire, Histoire du Nord Pas-de-Calais : de 1900 à nos jours, Toulouse, Privat, 1982, 540 p. (ISBN 978-2-7089-8006-8)
- Yves-Marie Hilaire (préf. Louis Girard), Une Chrétienté au XIXe siècle ? : La vie religieuse des populations du diocèse d'Arras (1840-1914), Villeneuve-d'Ascq, Université de Lille III, 1977, 1017 p. (ISBN 2-85939-073-1)
- Yves-Marie hilaire: atlas électoraux du Nord-Pas de Calais
- Participation à l'analyse des archives concernant Mr Touvier, ouvertes à Lyon par le Cardinal Decourtray, et à la rédaction du livre "l'affaire Touvier".

### Articles
- Yves-Marie Hilaire, « Quelques moments forts de ma vie de jéciste », dans Bernard Barbiche et Christian Sorrel (dirs.), La Jeunesse étudiante chrétienne, 1929-2009 : Actes de la journée d'étude organisée par le Centre national des archives de l'Église de France, Paris, 7 décembre 2009, Lyon, LARHRA-RÉSÉA, coll. « Chrétiens et sociétés. Documents et mémoires », 2011, p. 69-73
- Yves-Marie Hilaire, « Alain-René Michel, un grand historien de la jeunesse au XXe siècle », dans Jean-François Chanet et Philippe Guignet (dirs.), Jeunesse, éducation et religion au XXe siècle : En mémoire à Alain-René Michel, Lille, Revue du Nord-Université Charles-de-Gaulle - Lille 3, coll. « Histoire », 2009, p. 13-20
- Yves-Marie Hilaire, « L'éducation religieuse de Charles de Gaulle », dans Charles de Gaulle : la jeunesse et la guerre, 1890-1920 : Colloque international organisé par la Fondation Charles de Gaulle, Lille, 5-6 novembre 1999, Paris, Plon-Fondation Charles de Gaulle, 2001, p. 36-43
- Yves-Marie Hilaire, « La Vie religieuse à Lille (1851-1914) », dans Louis Trénard et Yves-Marie Hilaire (dirs.), Histoire de Lille. T. IV : Du XIXe siècle au seuil du XXIe siècle, Paris, Perrin, 1999, p. 89-110
- Yves-Marie Hilaire, « Les ouvriers de la région du Nord devant l’Église catholique (XIXe et XXe siècles) », Le Mouvement social, no 57,‎ oct.- déc. 1966, p. 181-201

### Directeur de publication
- Bruno Béthouart (dir.) et Yves-Marie Hilaire (dir.), Foi et action publique, Saint-André-lez-Lille, Imprimerie Levêque, coll. « Les Cahiers du Littoral – 2 – no 15 », 2016, 391 p. (ISBN 978-2-916-89527-7)

## Distinctions
- Commandeur de l'ordre des Palmes académiques [9]
- Chevalier de l'ordre national du Mérite [9]
- Commandeur de l'ordre de Saint-Sylvestre